# Por Dentro do III Reich

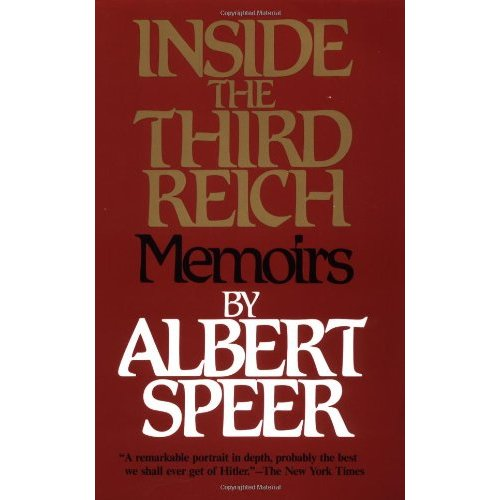
Capa do livro Por Dentro do III Reich.

Erinnerungen, publicado no Brasil e em Portugal como Por Dentro do III Reich, é um livro escrito por Albert Speer, antigo membro do Partido Nazista, arquiteto pessoal de Adolf Hitler e ministro dos armamentos de 1942 até 1945. O livro descreve os planos que os nazistas tinham para a Alemanha. Entretanto, Speer faz poucas citações das atrocidades cometidas contra os judeus nos campos de concentração. 